# Месията на Дюн
„Месията на Дюн“ (на английски: Dune Messiah) е фантастичен роман от Франк Хърбърт, втори от поредицата му от шест романа за света на Дюн. За първи път романът е публикуван през 1969 година. Изданията от САЩ и Обединеното кралство имат различни пролози, в които се описват събитията от предходния роман. От романите „Месията на Дюн“ и „Децата на Дюн“ са направени телевизионните серии „Децата на Дюн“.

## Герои
- Пол Атреидски – император на познатата вселена и месия на свободните
- Принцеса Ирулан – принцеса-консорт на импертор Пол Атреидски
- Чани – наложница на Пол от свободните хора
- Алая Атреиди – сестра на Пол
- Гайъс Хелън Мохайм – Света майка от Бин Джезърит
- Едрик – щурман от Космическото сдружение
- Сцитал – лицетанцьор
- Хейт – върнат към живот гола на Дънкан Айдахо